# Satria (Satellit)
Satria (Eigenschreibweise SATRIA, kurz für SAteliT Republik IndonesiA, auch als Satria-1, Nusantara Tiga und Nusantara 3 bezeichnet) ist ein kommerzieller indonesischer Kommunikationssatellit, der von Satelit Nusantara Tiga betrieben wird.

## Missionsverlauf
Der Start erfolgte am 18. Juni 2023 auf einer Falcon-9-Trägerrakete von der Cape Canaveral Space Force Station in eine geostationäre Transferbahn. Danach sollte Satria seine geosynchrone Umlaufbahn durch Zünden seiner Bordmotoren innerhalb von wenigen Monaten erreichen und bei 146° Ost stationiert werden. Von dort soll er ganz Indonesien und Teile von Südostasien und Australien abdecken können. Die Inbetriebnahme ist für 2024[veraltet] vorgesehen.[veraltet]

## Technische Daten
Thales Alenia Space baute den Satelliten auf Basis ihres Spacebus-Neo-Satellitenbusses. Mit seiner hochleistungsfähigen Ka-Band-Transpondernutzlast soll Satria Datenraten von bis zu 150 Gbit/s ermöglichen. Die Lageregelung des dreiachsenstabilisierten Satelliten erfolgt über elektrische Triebwerke. Er besitzt zwei große Solarpanele und Batterien sowie eine geplante Lebensdauer von 15 Jahren.